# HD340577
HD340577 — хімічно пекулярна зоря спектрального класу A3, що має видиму зоряну величину в смузі V приблизно  9,4.
Вона  розташована на відстані близько 65231,3 світлових років від Сонця.

## Пекулярний хімічний склад
Зоряна атмосфера HD340577 має підвищений вміст 
Cr
.